# Morostoma subdepressum
Morostoma subdepressum – gatunek chrząszcza z rodziny sprężykowatych i podrodziny Prosterninae lub Morostominae.

## Występowanie
Gatunek ten jest endemitem Madagaskaru.